# Uncinocythere zaruri
Uncinocythere zaruri är en kräftdjursart som beskrevs av Hobbs 1971. Uncinocythere zaruri ingår i släktet Uncinocythere och familjen Entocytheridae. Inga underarter finns listade i Catalogue of Life.